# Secotium minutulum
Secotium minutulum är en svampart som beskrevs av J. Drumm. 1983. Secotium minutulum ingår i släktet Secotium och familjen Agaricaceae.   Inga underarter finns listade i Catalogue of Life.